# Ла-Малагета (арена)

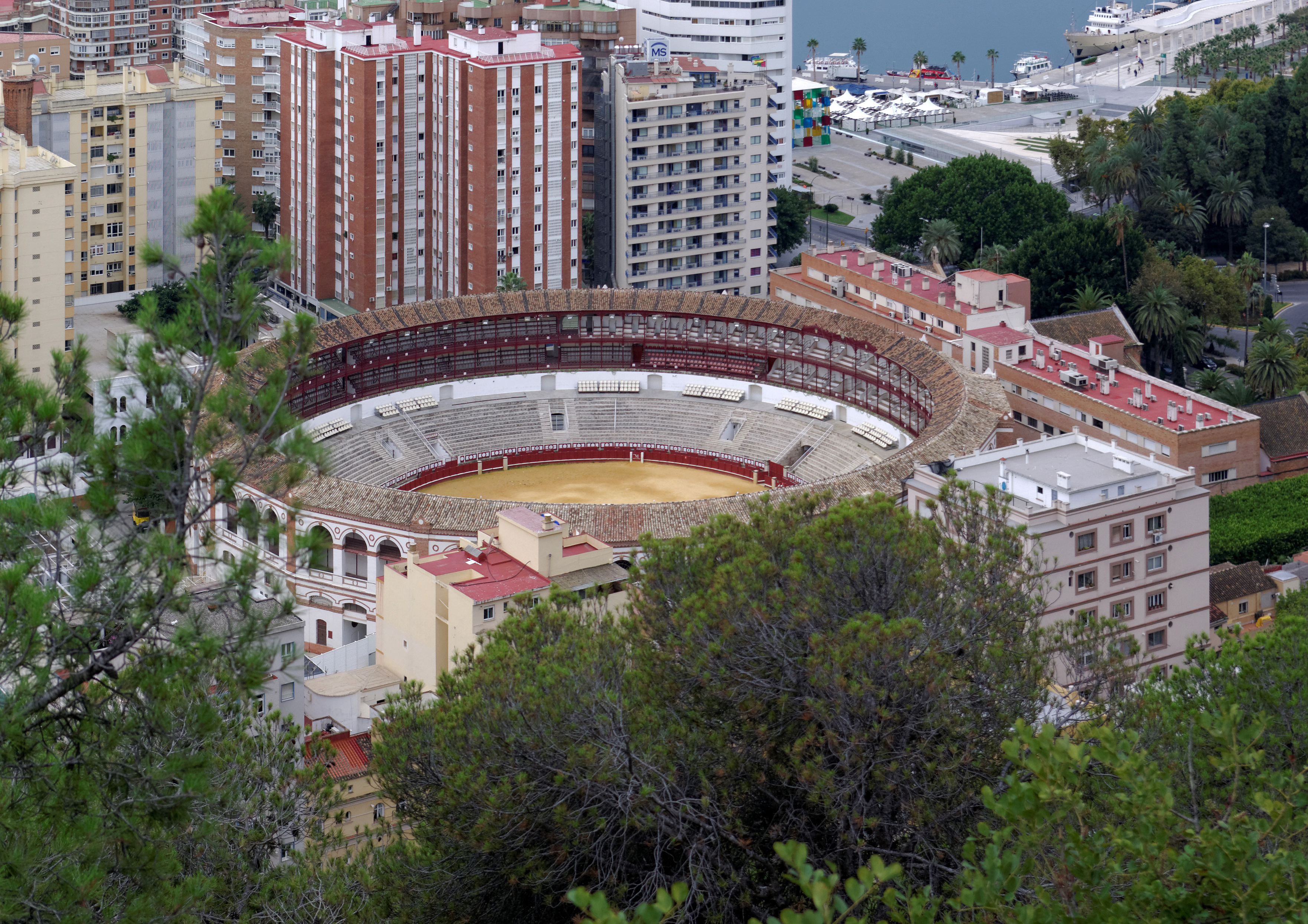
Арена «Ла-Малагета»

«Ла-Малаге́та» (исп. Plaza de toros de La Malagueta) — арена для боя быков в Малаге. Имеет первую категорию. Получила название по одноимённой исторической зоне города.
Располагается на бульваре Рединга. Построена в 1874 году по проекту Хоакина Рукобы в стиле неомудехар и имеет восьмиугольную форму. Диаметр арены составляет 52 м. Торжественное открытие состоялось 11 июня 1876 года. В 1981 году арена была объявлена объектом культурного наследия Испании. В здании работает Музей быков имени Антонио Ордоньеса.
Наиболее известные представления в Ла-Малагете — Коррида Пикассо в Страстную неделю и Коррида прессы в июне на День святых Сириако и Паулы, а также корриды во время Августовской ярмарки и сентябрьская коррида в честь Девы Виктории, покровительницы города.